# Comté de Trinity (Californie)
Pour les articles homonymes, voir Trinity et Comté de Trinity.
Le comté de Trinity est un comté de l'État de Californie. La population est de 16 112 habitants lors du recensement de 2020. Son chef-lieu est Weaverville.
Il s'agit de l'un des treize comtés originaux de Californie fondés en 1850, le comté est situé dans le nord rural de l'État, et fait partie du Emerald Triangle, ou Triangle d'émeraude, la principale région productrice de marijuana aux États-Unis.

## Démographie

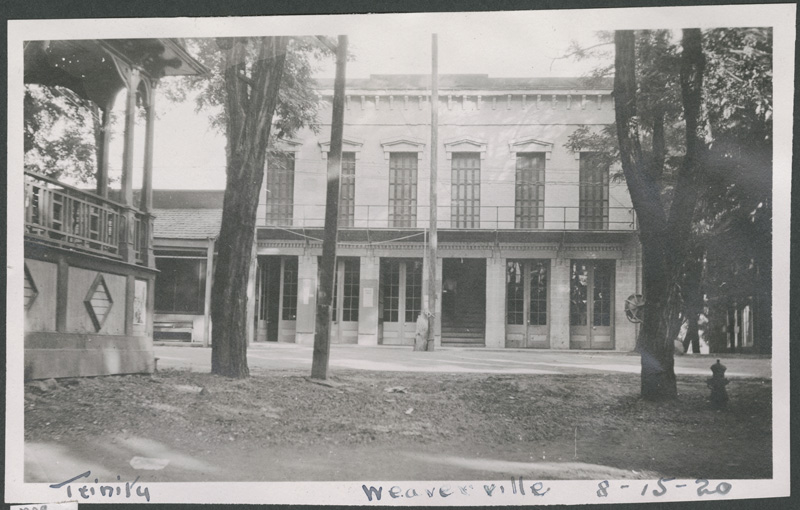
Le palais de justice de Weaverville en 1920.

| 1850  | 1860  | 1870  | 1880  | 1890  | 1900  |
| ----- | ----- | ----- | ----- | ----- | ----- |
| 1 635 | 5 125 | 3 213 | 4 999 | 3 719 | 4 383 |

| 1910  | 1920  | 1930  | 1940  | 1950  | 1960  |
| ----- | ----- | ----- | ----- | ----- | ----- |
| 3 301 | 2 551 | 2 809 | 3 970 | 5 087 | 9 706 |

| 1970  | 1980   | 1990   | 2000   | 2010   | 2020   |
| ----- | ------ | ------ | ------ | ------ | ------ |
| 7 615 | 11 858 | 13 063 | 13 022 | 13 786 | 16 112 |